# Iris Hoffmann
Iris Hoffmann (* 29. Juni 1963 in Rostock) ist eine deutsche Politikerin (SPD). Von 2014 bis 2019 war sie Mitglied des Europäischen Parlaments.

## Leben und Beruf
Nach dem Abitur 1982 an der Erweiterten Oberschule (1. EOS) in Rostock absolvierte Iris Hoffmann bis 1984 eine Ausbildung zur Finanzkauffrau und war anschließend als Sachbearbeiterin in der Abteilung Finanzen des Landkreises Rostock tätig. Nebenberuflich begann Iris Hoffmann 1985 ein Studium der Finanzwirtschaft, welches sie 1990 als Diplom-Betriebswirtin (FH) beendete. 1990 wurde sie die Kämmerin des Landkreises Rostock. 1994 wechselte sie als Prüferin zum Rechnungs- und Gemeindeprüfungsamt des Landkreises Bad Doberan. Erstmals wurde Iris Hoffmann 1998 in den Deutschen Bundestag gewählt. Nach dem Ende ihres Bundestagsmandats 2009 nahm sie eine Tätigkeit als Projektmanagerin in der Entwicklungszusammenarbeit auf. Nach ihrer Wahl in das Europäische Parlament 2014 war sie dort Mitglied des Haushaltsausschusses.
Iris Hoffmann ist verheiratet und hat einen Sohn.

## Partei
1991 wurde sie Mitglied der SPD. Sie war von 1994 bis 2003 Schatzmeisterin des SPD-Kreisverbandes Bad Doberan und ist seit 2001 Schatzmeisterin des SPD-Landesverbandes Mecklenburg-Vorpommern.

## Abgeordnete
Iris Hoffmann war von 1998 bis 2009 Mitglied des Deutschen Bundestages. Hier war sie seit Mai 2003 Revisorin der SPD-Bundestagsfraktion.
Iris Hoffmann war stets als direkt gewählte Abgeordnete des Wahlkreises Wismar – Gadebusch – Grevesmühlen – Doberan – Bützow bzw. seit 2002 des Wahlkreises Wismar – Nordwestmecklenburg – Parchim in den Bundestag eingezogen. Bei der Bundestagswahl 2005 erreichte sie hier 37,8 % der Erststimmen.
Bei der Europawahl 2014 wurde Iris Hoffmann in das Europäische Parlament gewählt, 2019 nicht mehr.